# Stożek (Bartoszyce)
Stożek (deutsch Keegels, auch: Kegels) war ein Ort in der polnischen Woiwodschaft Ermland-Masuren. Seine Ortsstelle liegt im Bereich der Gmina Bartoszyce (Landgemeinde Bartenstein) im Powiat Bartoszycki (Kreis Bartenstein).

## Geographische Lage
Die Ortsstelle Stożeks liegt wenige Kilometer südlich der polnischen Staatsgrenze zur russischen Oblast Kaliningrad (Gebiet Königsberg (Preußen)) in der nördlichen Mitte der Woiwodschaft Ermland-Masuren. Die frühere und heute auf russischem Hoheitsgebiet gelegene Kreisstadt Preußisch Eylau (russisch Bagrationowsk) liegt 13 Kilometer in nordwestlicher Richtung, die heutige Kreismetropole Bartoszyce (deutsch Bartenstein (Ostpr.)) ist neun Kilometer in südöstlicher Richtung entfernt.

## Geschichte

### Keegels/Stożek
Das einstige Vorwerk Kakelauken wurde vor 1404 gegründet und hieß danach Kegels, nach 1570 Kägels und nach 1785 Keegels sowie dann auch Kegels. Weniger als 1 Kilometer südöstlich des Dorfs befand sich eine Försterei. Noch vor 1883 wurde Keegels in den zum ostpreußischen Kreis Friedland gehörenden Amtsbezirk Markienen (polnisch Markiny) eingegliedert. Zusammen mit dem Gutsbezirk Karolinenhof (polnisch Karolewko) war der Gutsbezirk Keegels unter der Bezeichnung „Kissitten, Anteil Kr. Friedland“ im Amtsbezirk Markienen geführt, wobei im Jahre 1910 insgesamt 86 Einwohner aufgeführt wurden.
Am 1. November 1928 wurde der Gutsbezirk Keegels in die Landgemeinde Kromargen (polnisch Kromarki) und damit in den Amtsbezirk Beisleiden (polnisch Bezledy) im Kreis Preußisch Eylau umgegliedert.
Im Zusammenhang der Abtretung des gesamten südlichen Ostpreußen 1945 in Kriegsfolge erhielt der – nunmehr oftmals Kegels genannte – Ort die polnische Namensform „Stożek“. Aber schon in den ersten Nachkriegsjahren wurde der Name offiziell nicht mehr erwähnt, wohl weil keine neue Besiedlung stattfand. So verwaiste der Ort und gilt heute als untergegangen. Die nicht mehr erkennbare Ortsstelle liegt im Gebiet der Gmina Bartoszyce im Powiat Bartoszycki.

### Kegelsmühle/Stożecki Młyn
500 Meter nördlich des Orts Keegels befand sich Kegelsmühle, eine Wassermühle, die schon vor 1404 als Mühle Kägels erwähnt und nach 1785 dann Kegelsmühle – mitunter auch Keegelsmühle – genannt wurde.
Nach 1945 erhielt Kegelsmühle die polnische Namensform „Stożecki Młyn“, wurde kurzzeitig noch erwähnt, dann aber nicht mehr offiziell genannt. Die Ortsstelle, ebenfalls innerhalb der Gmina Bartoszyce, ist jedoch noch wahrnehmbar.

## Kirche
Keegels und Kegelsmühle waren bis 1945 kirchlicherseits zur Johanniskirche Bartenstein hin orientiert.

## Verkehr
Von Kromarki (Kromargen) aus gelangt man über Wald- und Wiesenwege zur Ortsstelle Stożecki Młyn (noch erkennbar) bzw. 500 Meter weiter südlich zur Ortsstelle (nicht mehr erkennbar) Stożek.